# Aktionsraum
Aktionsraum bezeichnet in den Fachgebieten Zoologie und Sozial- und Verhaltensgeographie die Größe des genutzten Lebensraumes eines Tieres. William Henry Burt beschrieb 1943 den Aktionsraum („home range“) als das Gebiet, welches besucht wird im Zusammenhang mit den regelmäßigen Aktivitäten eines Tieres. Zu diesen Aktivitäten zählte er die Futtersuche, die Begattung und Aufzucht von Jungen. Dagegen sollten zeitweilige Aufenthalte zur Erforschung der Umgebung nach Burt nicht zum Konzept des Aktionsraums zählen. Der Aktionsraum eines Tieres ist meist wesentlich größer als das Revier, also die gegen Artgenossen verteidigte Fläche. 

## Methodik
Die Größe des Aktionsraums lässt sich nach verschiedenen Methoden bestimmen, am häufigsten wird der Minimum-Konvex-Polygon angegeben. Zur Bestimmung des Aktionsraums werden Tiere häufig mit Sendern versehen, bis vor einigen Jahren im Normalfall mit Bodentelemetrie-Sendern, wobei der Aufenthaltsort des Tieres von einem Beobachter mit einer oder im Optimalfall von mehreren Beobachtern per Kreuzpeilung ermittelt wird. In den letzten Jahren werden zunehmend GPS-Satellitensender verwendet, die eine kontinuierliche Datenerfassung ohne Einsatz von Feldbeobachtern erlauben.